# Dividendo digitale
L'espressione dividendo digitale è riferita alla quantità di frequenze radio che risulteranno libere una volta completato il passaggio alle tecnologie digitali da parte di tutti gli operatori.
Nello specifico, una volta completato il passaggio delle televisioni al digitale terrestre, una quota di frequenze nella banda 900 MHz resterà libera e potrà essere assegnata ad altri usi o utilizzata per espandere i servizi esistenti.